# Kompostowiec różowy

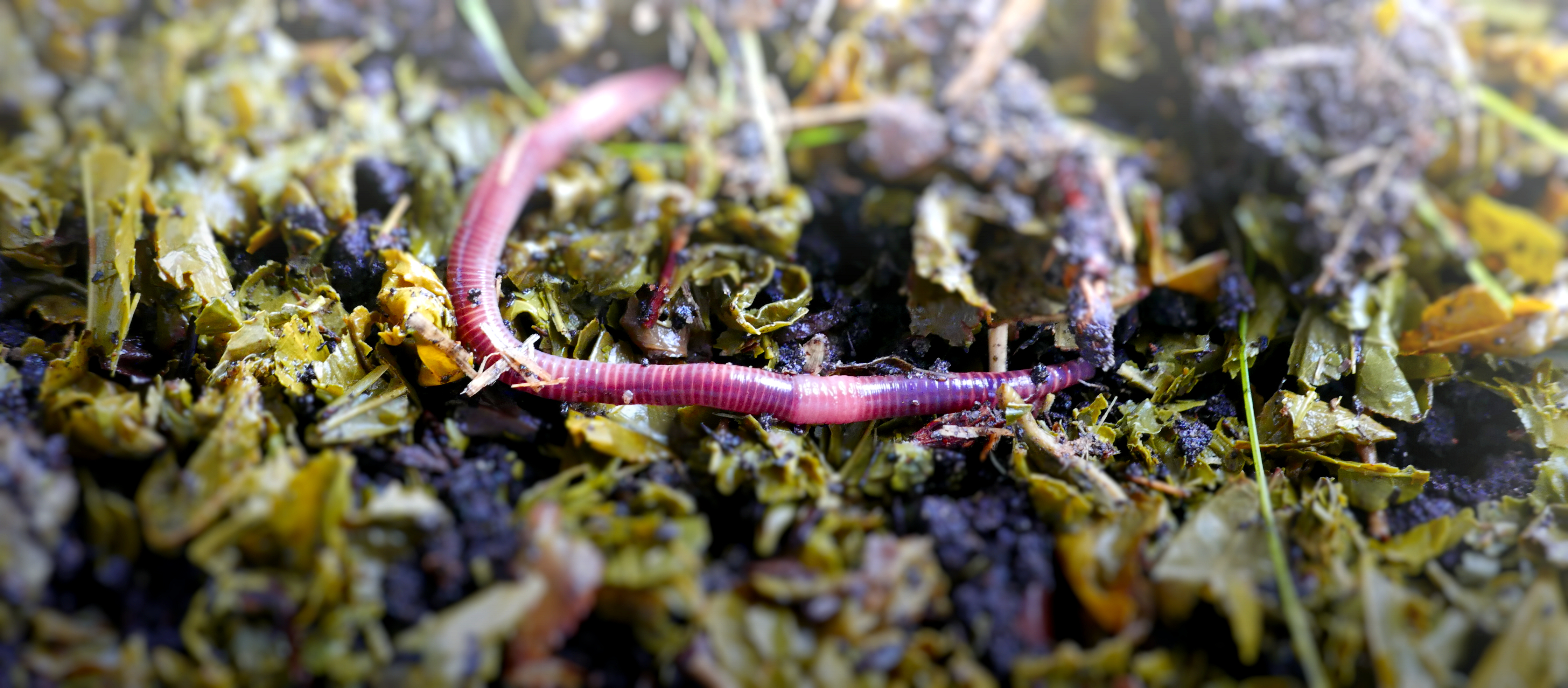
Dżdżownica kalifornijska z widocznym siodełkiem (odcinek ciała służący rozmnażaniu).

Kompostowiec różowy (Eisenia fetida) – gatunek skąposzczeta z rodziny dżdżownicowatych (Lumbricidae), bardziej znany pod nazwą dżdżownica kalifornijska lub dżdżownica kompostowa, związany ze środowiskiem o dużej zawartości materii organicznej. Jest gatunkiem blisko spokrewnionym i bardzo podobnym do Eisenia andrei, z którym bywa często mylony. Różnice zewnętrzne widoczne są jedynie w pigmentacji ciała.

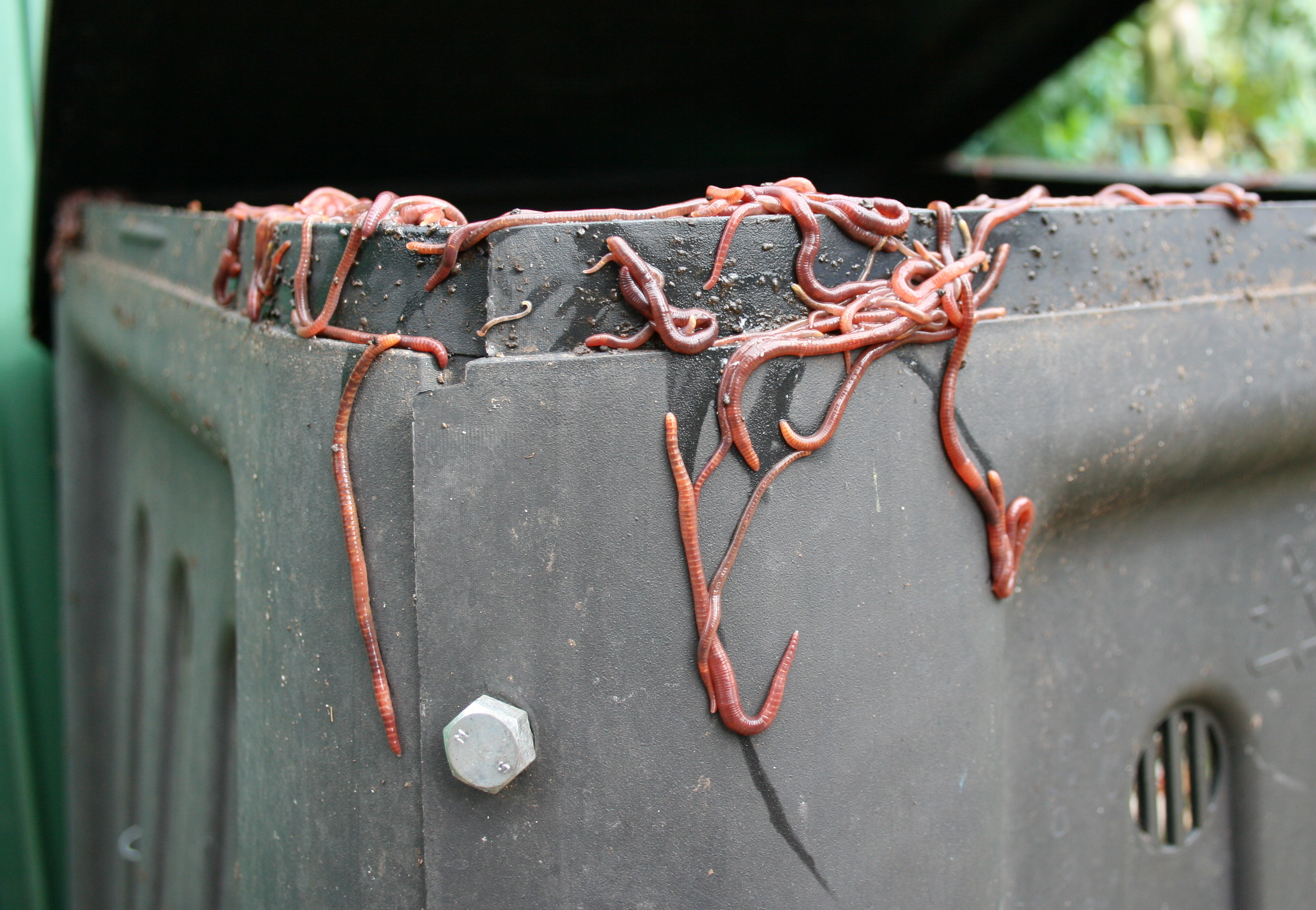
Dżdżownice kalifornijskie w kompostowniku

Długość ciała tego skąposzczeta wynosi 10–12 cm. Masa ciała osobników dorosłych żyjących w warunkach naturalnych wynosi przeciętnie 0,3–0,4 g. W warunkach laboratoryjnych może sięgać 1,6 g. Tempo ich wzrostu i osiągane rozmiary są zależne od temperatury otoczenia. 
Kompostowiec różowy jest wykorzystywany do produkcji biohumusu, w wędkarstwie (jako przynęta), a także w procesie utylizacji odpadów. Rozmnaża się bardzo szybko w stosunku do innych dżdżownic. Żyje ok. 15 lat, także w dużych skupiskach (większość innych dżdżownic przeżywa około 4 lat). Jest gatunkiem stosunkowo odpornym na mróz. 
Biohumus wytwarzany przez te dżdżownice posiada wysoką wartość nawozową. Rośliny wchłaniają go bardzo szybko. Dodatkowo nie istnieje zagrożenie przenawożeniem, bowiem związki mineralne i odżywcze skumulowane są w mikroorganizmach oraz uwalniane wraz z ich stopniowym obumieraniem.
Dżdżownica kompostowa może być hodowana zarówno w kompoście, jak i bezpośrednio w ziemi.